# Fuchsia arborescens
Fuchsia arborescens é uma espécie de planta com flor pertencente à família Onagraceae. 
A autoridade científica da espécie é Sims, tendo sido publicada em Botanical Magazine 53: t. 2620. 1826.

## Portugal
Trata-se de uma espécie presente no território português, nomeadamente no Arquipélago dos Açores e no  Arquipélago da Madeira.
Em termos de naturalidade é introduzida nas duas regiões atrás referidas.

## Protecção
Não se encontra protegida por legislação portuguesa ou da Comunidade Europeia.